# Tegowanu Wetan
Tegowanu Wetan is een bestuurslaag in het regentschap Grobogan van de provincie Midden-Java, Indonesië. Tegowanu Wetan telt 6129 inwoners (volkstelling 2010).